# Wojciech Agenor Gołuchowski
Wojciech Maria Agenor Adam Eugeniusz Gołuchowski herbu Leliwa (ur. 13 września 1888 w Bukareszcie,  zm. 20 czerwca 1960 w Warszawie) – polski hrabia, ziemianin, oficer wojskowy, polityk, wojewoda lwowski, senator IV kadencji w II Rzeczypospolitej.

## Życiorys
Wywodził się z rodziny arystokratycznej, zaangażowanej w politykę Austro-Węgier. Jego ojcem był Agenor Maria Adam Gołuchowski, minister spraw zagranicznych Austro-Węgier i II Ordynat na Skale. Jego matką była księżniczka Anna z Muratów (1863–1940). Był bratem Agenora Marii Joachima (1886–1956) i Karola Marii Agenora (ur. 1892).
Jego żoną pod koniec lipca 1912 we Lwowie została hrabina Zofia-Maria Baworowska (córka Michała). Mieli trójkę dzieci: Jana Marię Wojciecha (ur. 1913, zm. 1995), Marię Annę Zofię (ur. 1916, zm. 1996), oraz Zofię Marię Ignacę (ur. 1918, zm. 2000). 
Absolwent Wydziału Prawa uniwersytetu Lwowskiego (1911). Działacz Lwowskiej Grupy Konserwatystów, prezes Związku Ziemian Małopolski Wschodniej, radca lwowskiej Izby Rolniczej. Był prezesem honorowym Małopolskiego Strażackiego Klubu Sportowego „Leopolia”.
Przed 1914 uzyskał tytuł hrabiego i austriackiego podkomorzego. Podczas I wojny światowej został oficerem C. K. Armii, mianowany na stopień nadporucznika kawalerii w rezerwie z dniem 1 listopada 1914. Do około 1917 był przydzielony do 8 pułku dragonów. Po odzyskaniu niepodległości przez Polskę został przyjęty to Wojska Polskiego i zweryfikowany w stopniu rotmistrza rezerwy kawalerii ze starszeństwem z dniem 1 czerwca 1919. W początkowych latach 20. był oficerem rezerwy 6 pułku Strzelców Konnych w Żółkwi. W 1934 jako rotmitrz rezerwy kawalerii był przydzielony do Oficerskiej Kadry Okręgowej nr VI jako oficer po ukończeniu 40 roku życia i pozostawał wówczas w ewidencji Powiatowej Komendy Uzupełnień Lwów Miasto.
W 1922 właściciel majątków ziemskich o powierzchni 14 320 ha. W latach 1928–1930 wojewoda lwowski. Wybrany na posła w 1928 z listy BBWR zrzekł się mandatu. W latach 1935–1938 senator Rzeczypospolitej z województwa lwowskiego. Członek Rady Głównej Towarzystwa Rozwoju Ziem Wschodnich w 1939.
Zmarł 20 czerwca 1960 roku w Warszawie, pochowany na warszawskich Powązkach (kwatera 303-1-23).

## Ordery i odznaczenia
- Krzyż Komandorski Orderu Odrodzenia Polski (8 listopada 1930)[15][16]
- Złoty Krzyż Zasługi[16]
- Odznaka Honorowa Polskiego Czerwonego Krzyża I stopnia (1935)[17]
- Oficer Orderu Palm Akademickich (Francja)[16]
- Wielki Oficer Orderu Gwiazdy Rumunii (Rumunia)[16]
- Krzyż Wielki Orderu Korony Rumunii (Rumunia, 1929)[18]
- Srebrny Medal Zasługi Wojskowej na wstążce Krzyża Zasługi Wojskowej – Austro-Węgry (przed 1917)[7]
- Brązowy Medal Zasługi Wojskowej na wstążce Krzyża Zasługi Wojskowej – Austro-Węgry (przed 1916)[5]
- Krzyż Jubileuszowy Wojskowy – Austro-Węgry (przed 1917)[7]

## Rodzina
Z poślubioną w 1912 hr. Zofią Baworowską (1887–1971) miał troje dzieci:
- 1. Jana Marię Wojciecha Gołuchowskiego (ur. 1913), który pozostawił potomstwo
- 2. Marię Annę Gołuchowską (1916–1997) zamężną Henrykową Dembińską
- 3. Zofię Marię Gołuchowską (1918 - 2000) zamężną Stefanową Libiszowską